# Neal S. Wolin

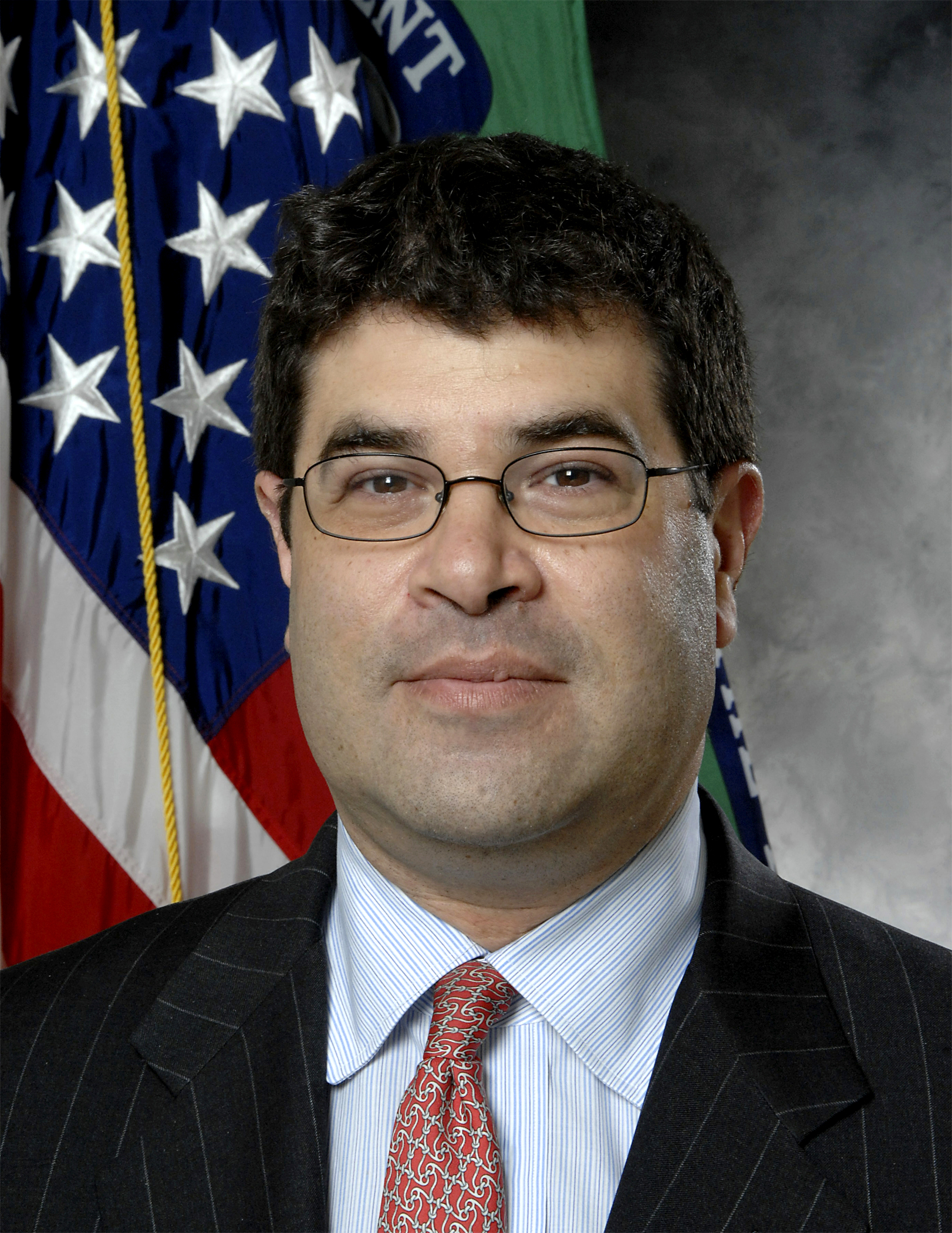
Neal S. Wolin

Neal Steven Wolin (* 9. Dezember 1961) ist ein US-amerikanischer Politiker. Er war bis zum 31. August 2013 der stellvertretende Finanzminister der Vereinigten Staaten (Deputy Secretary of the Treasury).
Wolin wurde von US-Präsident Barack Obama im März 2009 nominiert und im Mai 2009 vom Senat bestätigt. Zuvor war er Berater für Wirtschaftspolitik im Weißen Haus gewesen. Wolin hatte auch acht Jahre in der Regierung Clinton gearbeitet: zwei Jahre im Weißen Haus beim Nationalen Sicherheitsrat und sechs als Berater im Finanzministerium.
Im Juli 2013 gab Neal Wolin bekannt, dass er zum 31. August 2013 als stellvertretender Finanzminister zurücktreten werde. Seine Nachfolgerin wurde Sarah Bloom Raskin.

## Werdegang
Wolin studierte an der Yale University Geschichte und schloss seinen Bachelor summa cum laude ab. Anschließend studierte er als Charles and Julia Henry Fellow an der Universität Oxford, wo er einen Master in Entwicklungsökonomie erwarb. Anschließend absolvierte er die Yale Law School als Coker Teaching Fellow.
Nach dem Jura-Examen arbeitete Wolin als wissenschaftlicher Mitarbeiter für Bundesrichter Eugene Nickerson in Brooklyn und lehrte an der Brooklyn Law School. Er war für die Großkanzlei Wilmer, Cutler & Pickering in Washington, D.C. tätig und wechselte dann in den Staatsdienst, wo er als Assistent unter drei CIA-Direktoren diente: William H. Webster, Robert Gates und James Woolsey. 1993 zog Wolin als Rechtsberater in den Nationalen Sicherheitsrat ein; 1994 wurde er Assistent des Nationalen Sicherheitsberaters Anthony Lake.
1995 verließ er das Weiße Haus, um als stellvertretender Syndikus im Finanzministerium unter Robert Rubin zu arbeiten. Wolin blieb sechs Jahre lang dort und wurde 1999 Syndikus unter Minister Lawrence Summers. Im Januar 2001 verlieh Summers Wolin den Alexander Hamilton Award, die höchste Auszeichnung für Mitarbeiter des Finanzministeriums.
Anfang 2001 war Wolin Gastwissenschaftler an der Brookings Institution und an der Kennedy School of Government der Harvard University. Im März 2001 wechselte er ins Top-Management der Hartford Financial Services Group mit Verantwortung für Recht, Lobbyismus, Steuern, Kommunikation und Marketing. 2007 wurde er Vorsitzender und Chief Operating Officer der Tochtergesellschaften für Immobilien und Versicherungen.
Wolin ist Mitglied des Council on Foreign Relations.